# Jatco
Jatco（日語：ジヤトコ株式会社），舊名為日本自動變速器公司（英語：Japan Automatic Transmission Company），音譯為“加特可”、“捷特科”、“捷科特”、“捷克特”、“傑克特”等。主要產品有CVT變速箱及自動變速箱等，應用於雷諾、日產、Infiniti、三菱、鈴木等品牌車型。

## 外部連結
- （英文）（日語）Jatco （页面存档备份，存于）